# Patrick Eddy
Patrick Eddy (Echuca, 17 ottobre 2002) è un ciclista su strada e pistard australiano che corre per il Team Picnic PostNL.

## Palmarès

### Strada
- 2019 (Juniores, due vittorie)

Campionati australiani, Prova a cronometro Junior
Campionati australiani, Prova in linea Junior
- 2020 (Juniores, una vittoria)

Campionati australiani, Prova a cronometro Junior

### Pista
- 2021

Campionati australiani, Inseguimento a squadre (con Bill Simpson, Jensen Plowright e Graeme Frislie)

## Piazzamenti

### Classiche monumento
- Giro delle Fiandre

2024: ritirato
2025: 91º
- Parigi-Roubaix

2024: ritirato
2025: ritirato

### Competizioni mondiali
- Campionati del mondo

Yorkshire 2019 - Cronometro Junior: 19º
Yorkshire 2019 - In linea Junior: 21º
Glasgow 2023 - In linea Under-23: ritirato
Zurigo 2024 - Cronometro Under-23: 14º